# Erateina luceria
Erateina luceria là một loài bướm đêm trong họ Geometridae.